# 小伯納拉島

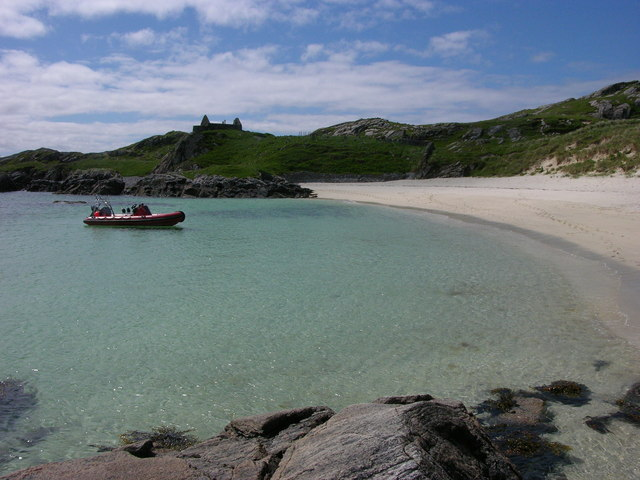

小伯納拉島是蘇格蘭的島嶼，位於劉易斯島以西的大西洋海域，屬於外赫布里底群島的一部分，面積1.38平方公里，最高點海拔高度41米，島上無人居住。
58°15′55″N 6°52′24″W / 58.26528°N 6.87333°W